# In-Naxxar
In-Naxxar (engelska: Naxxar) är en ort och kommun i republiken Malta. Den ligger i den centrala delen av landet, 8 kilometer nordväst om huvudstaden Valletta. I kommunen finns även byn Baħar iċ-Ċagħaq.